# Бёргеренде-Ретвиш
Бёргеренде-Ретвиш (нем. Börgerende-Rethwisch) — община в Германии, в земле Мекленбург-Передняя Померания.
Входит в состав района Бад-Доберан. Подчиняется управлению Бад Доберан-Ланд.  Население составляет 1715 человек (на 31 декабря 2010 года). Занимает площадь 15,00 км².